# Emilio Boggio
Pour les articles homonymes, voir Boggio.
Emilio Boggio, parfois Emile Boggio (12 mai 1857 - 7 juin 1920), né à Caracas et mort à Auvers-sur-Oise, est un peintre et aquarelliste impressionniste vénézuélien. Sa production comprend des portraits, des paysages et des scènes de la vie rurale ou maritime. 

## Biographie
Boggio est né le 12 mai 1857 à Caracas, au Venezuela. Son père était un commerçant italien et sa mère était vénézuélienne d’ascendance française et espagnole. En 1862 la famille s'installe à Enghien-les-Bains près de Paris, et en 1864 Boggio étudie au Lycée Michelet (Vanves) jusqu'en 1870. Ses parents souhaitent qu'il fasse carrière dans le commerce ; en 1873, il retourne à Caracas et se consacre à l'entreprise familiale mais sa vocation est ailleurs. En 1877, il revient en France d'abord pour des raisons de santé puis rejoint l'Académie Julian où il reçoit des leçons de Jean-Paul Laurens. Il se lie d'amitié avec ses compatriotes Cristóbal Rojas et Arturo Michelena ainsi qu'avec le peintre Henri Martin, avec qui il entretiendra une relation artistique forte. En 1888, il obtient une mention honorable hors concours au Salon des artistes français et en 1889, remporte la médaille de bronze à l'Exposition universelle de Paris. 

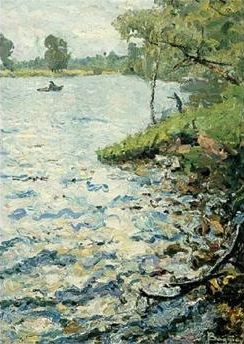
Bords de l'Oise à Chaponval
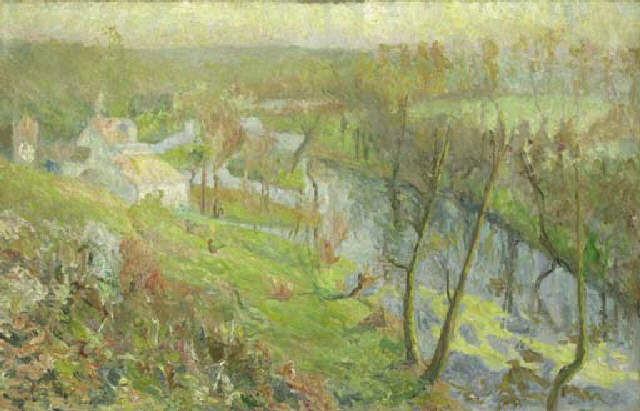
Le Moulin de Perigny
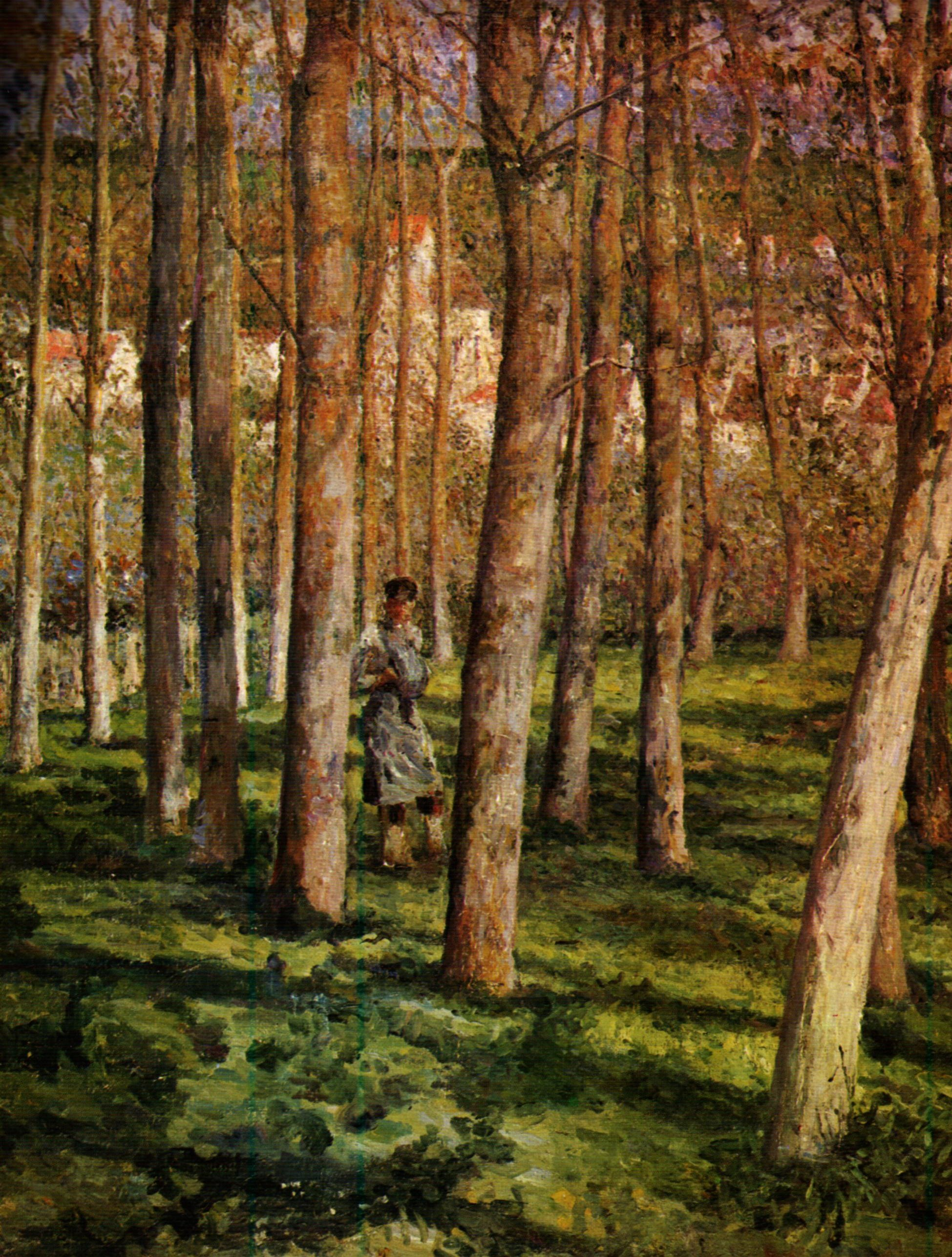
Le Bosquet
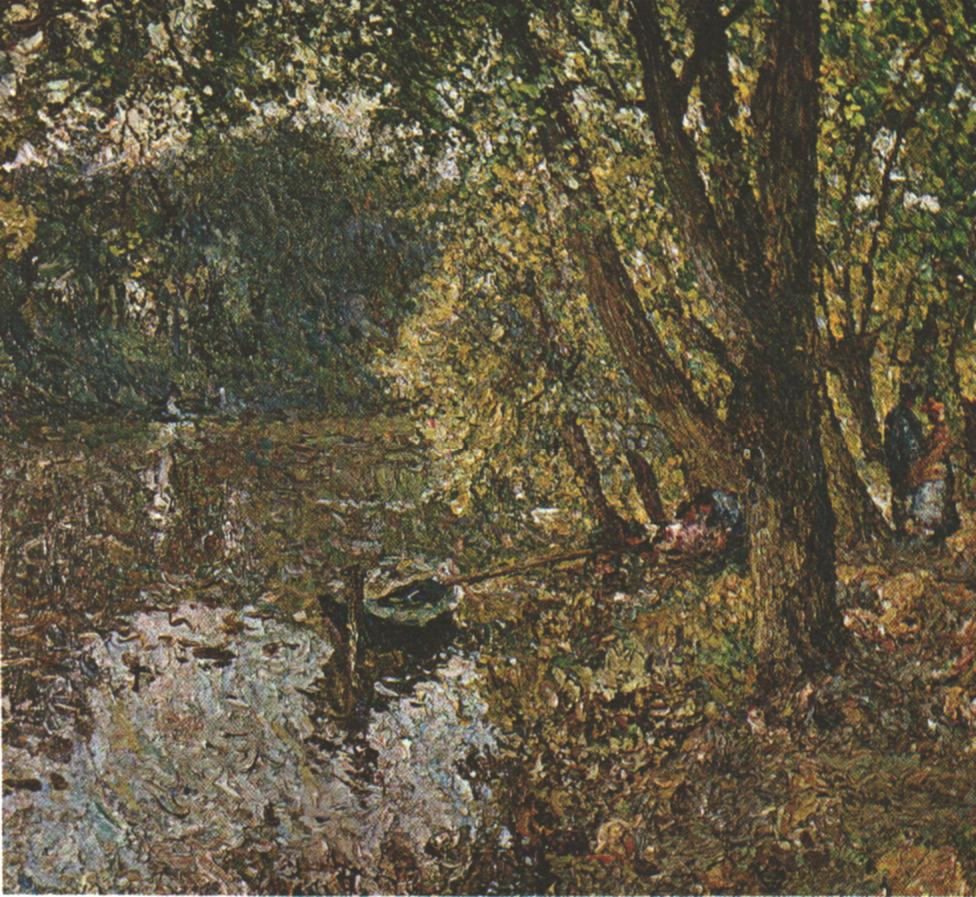
Arbres sur les bords de l'Oise
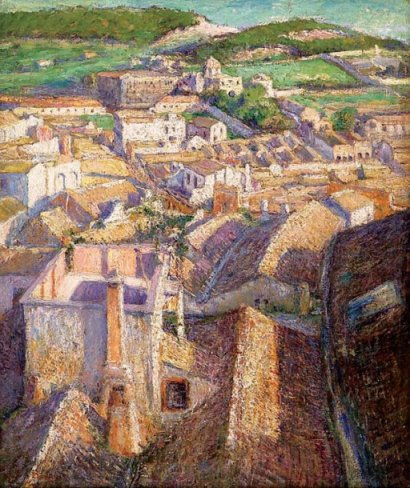
Les Toits de Cagliari

Il fréquente les ateliers des peintres impressionnistes français comme Camille Pissarro, Henri-Jean Guillaume Martin ou Claude Monet, et est influencé par Vincent van Gogh. 
Il s’installe vers 1899 à Vaux-sur-Seine dans une maison-atelier, nommée le Gibet, qu’il fait construire en surplomb de la vallée de la Seine, d’où il peindra les premières œuvres de la série Grande Rue (1901-1911) jusqu´en 1902.
Entre 1907 et 1909, il réside en Italie, où il produit une série de paysages marins. 
En 1910, il s'installe à la Villa Rustique à Auvers-sur-Oise, maison-atelier qu'il occupera jusqu'à sa mort. 
Le Círculo de Bellas Artes de Caracas, créé en 1912 pour proposer une alternative au style académique des écoles d'art vénézuéliennes, a soutenu le travail de Boggio. 
En 1918/1919, Boggio alors âgé de plus de soixante ans, est retourné au Venezuela pour une exposition de ses tableaux à l'Escuela de Musica de l'université de Caracas. Son séjour d'une durée d'un peu moins d'un an a été l'occasion pour les jeunes artistes de Caracas tels Armando Reverón, Manuel Cabré, Brandt, Castillo et d'autres de découvrir ses peintures impressionnistes. Boggio les a guidés et les a aidés à se libérer de la peinture académique traditionnelle et à comprendre les tendances impressionnistes européennes. Il les a non seulement encouragés, mais leur a également expliqué les techniques de ce style de peinture et les a accompagnés dans leur parcours de découverte. 
Boggio est mort en France l'année suivante. Il repose au cimetière d'Auvers-sur-Oise.
Une rue de Vaux-sur-Seine porte son nom en hommage.

## Collections
- Musée Daubigny , Auvers-sur-Oise
- Musée d’Orsay[5]
- Musée Louis Senlecq (L'Isle-Adam)[6],[7],[8],[9]
- Musée national d'art moderne - Centre Pompidou[10]
- Galerie nationale d'art de Caracas
- Palacio Municipal de Caracas ou Musée Emilio Boggio
- Les Ateliers Boggio, Auvers-sur-Oise[11].